# 科佐瓦
科佐瓦（羅馬化：Kozova）是烏克蘭西部特諾皮爾州特諾皮爾區的鎮，2020年前為被撤銷的科佐瓦區之行政中心。村始建於1440年，面積18平方公里，2011年人口9,389，人口密度每平方公里522人。